# Cardiophorus panamapolis
Cardiophorus panamapolis là một loài bọ cánh cứng trong họ Elateridae. Loài này được Douglas miêu tả khoa học năm 2003.